# Too Hot to Handle (seconda edizione)
La seconda edizione di Too Hot to Handle è andata in onda dal 17 aprile al 23 aprile del 2020 e distribuita da Netflix ed è stata condotta da Desiree Burch con la partecipazione dell'assistente virtuale Lana.

## Concorrenti
| Nationalità              | Concorrente       | Età | Luogo di nascita            | Entrata    | Uscita      | Stato                |
| ------------------------ | ----------------- | --- | --------------------------- | ---------- | ----------- | -------------------- |
| Francia (bandiera)       | Marvin Anthony    | 26  | Parigi, Francia             | Episodio 1 | Episodio 10 | Vincitore            |
| Galles (bandiera)        | Cam Holmes        | 24  | Newport, Galles             | Episodio 1 | Episodio 10 | Secondo classificato |
| Canada (bandiera)        | Carly Lawrence    | 24  | Toronto, Canada             | Episodio 1 | Episodio 10 | Terza classificata   |
| Stati Uniti (bandiera)   | Chase DeMoor      | 24  | Seattle, Washington         | Episodio 1 | Episodio 10 | Finalista            |
| Stati Uniti (bandiera)   | Melinda Berry     | 28  | New York City, New York     | Episodio 1 | Episodio 10 | Finalista            |
| Stati Uniti (bandiera)   | Nathan Webb       | 27  | Dallas, Texas               | Episodio 1 | Episodio 10 | Finalista            |
| Regno Unito (bandiera)   | Emily Faye Miller | 27  | Londra, Inghilterra         | Episodio 1 | Episodio 10 | Finalista            |
| Stati Uniti (bandiera)   | Elle Monae        | 25  | Washington, Washington D.C. | Episodio 6 | Episodio 10 | Finalista            |
| Stati Uniti (bandiera)   | Joey Joy          | 23  | Miami, Florida              | Episodio 6 | Episodio 10 | Finalista            |
| Regno Unito (bandiera)   | Tabitha Clifft    | 27  | Londra, Inghilterra         | Episodio 6 | Episodio 10 | Finalista            |
| Nuova Zelanda (bandiera) | Larissa Trownson  | 28  | Auckland, Nuova Zelanda     | Episodio 1 | Episodio 8  | Ritirata             |
| Regno Unito (bandiera)   | Robert Van Tromp  | 29  | Londra, Inghilterra         | Episodio 4 | Episodio 8  | Eliminato            |
| Sudafrica (bandiera)     | Christina Carmela | 30  | Città del Capo, Sudafrica   | Episodio 4 | Episodio 8  | Eliminata            |
| Stati Uniti (bandiera)   | Peter Vigilante   | 21  | Staten Island, New York     | Episodio 1 | Episodio 5  | Eliminato            |
| Stati Uniti (bandiera)   | Kayla Jean Carter | 26  | Jacksonville, Florida       | Episodio 1 | Episodio 5  | Eliminata            |

## Puntate
| Puntata | Titolo                                        | Premi in denaro | Data di rilascio |
| ------- | --------------------------------------------- | --------------- | ---------------- |
| 1       | Castrato da un cono                           | $100.000        | 17 luglio 2021   |
| 2       | Devi fare attenzione a Pete                   | $79.000         | 17 luglio 2021   |
| 3       | Siamo nella m***a                             | $73.000         | 17 luglio 2021   |
| 4       | Resisti a tutto... tranne che alle tentazioni | $68.000         | 17 luglio 2021   |
| 5       | Un'offerta irresistibile                      | $68.000         | 17 luglio 2021   |
| 6       | Dimenticare Chase                             | $60.000         | 30 luglio 2021   |
| 7       | Gentiluomini prima di tutto                   | $40.000         | 30 luglio 2021   |
| 8       | Soldi buttati                                 | $30.000         | 30 luglio 2021   |
| 9       | Via libera e notti di fuoco                   | $55.000         | 30 luglio 2021   |
| 10      | Non me l' aspettavo                           | $55.000         | 30 luglio 2021   |

## Riepilogo
| Coppie                                  | Hanno vinto ? | Stanno insieme ? | Informazioni sulle relazioni |
| --------------------------------------- | ------------- | ---------------- | --- |
| Larissa Trownson & Nathan Webb          | No            | No               | I due hanno instaurato un rapporto molto profondo nel corso del programma che si è visto sgretolarsi nell'episodio 6, a seguito dell'appuntamento tra Nathan e Elle, richiesto da quest'ultima. Larissa ha dunque deciso di interrompere il rapporto tra di loro, ritirandosi poco dopo. |
| Robert Van Tromp & Christina Carmela    | No            | No               | Purtroppo Christina e Robert non hanno avuto abbastanza tempo per approfondire la loro relazione, essendo arrivati nel 4º episodio e vedendo eliminati entrambi dopo solo 4 episodi. Da poco Christina ha affermato sul suo profilo TikTok che i due hanno mantenuto il rapporto fuori dal programma. Anche in un recente video su YouTube Christina ha confermato che la loro relazione continua. |
| Chase DeMoor & Tabitha Cliff            | Si            | No               | Durante il corso delle ultime puntate Tabitha ha fatto notare esplicitamente di come lei cercasse solo "un'avventura" e quindi di come non fosse interessata ad intraprendere una relazione seria con Chase. Finito il ritiro Chase e Tabtiha hanno comunque continuato a sentirsi, ma Tabitha sembra ancora resistere all'insistenza di Chase. |
| Carly Lawrence & Joey Joy               | Si            | No               | L'arrivo in ritardo di Joey ha permesso a Carly di trovare un nuovo partner a seguito della rottura con Chase, ottenendo perfino una luce verde. Terminato il programma Carly è andata diverse volte a Miami per trovare Joey, ma dopo un periodo si è notato che questa situazione era diventata parecchia difficile. Ora Carly è fidanzata con Bennet |
| Tabitha Clifft & Chase DeMoor           | No            | No               | Dopo essere entrato nello show nel sesto episodio, Clifft iniziò una relazione con DeMoor, anche se alla fine la coppia si separò. Nello speciale della reunion, Clifft rivelò che Chase le aveva mandato fiori e cioccolatini. Lei raccontò anche di aver ricevuto una lettera d'amore da lui. |
| Cam Holmes & Emily Miller               | Si            | Si               | La coppia che ha più fatto parlare di sé durante la stagione ha terminato il programma con un'effettiva richiesta di fidanzamento da parte di Cam, accettata da Emily. Inoltre Cam alla festa finale del programma ha addirittura dichiarato il suo amore a Emily. Durante la Réunion hanno dichiarato di essere ancora fidanzati, di vivere assieme. Hanno annunciato la futura nascita del loro bambino il 1° gennaio 2024. Il bambino è nato nel giugno 2024. |
| Marvin Anthony & Melinda Melrose Miller | Si            | No               | Al termine del programma, Melinda e Marvin, sono stati obbligati a separarsi dovendo, entrambi, tornare nella propria residenza. Nonostante la distanza inizialmente sono riusciti a continuare la relazione, ma purtroppo durante la Reunion si è scoperto che nel momento in cui Marvin si doveva incontrare con Melissa in Messico il suo viaggio è stato annullato, e i due non si sono potuti incontrare. In seguito Marvin sarebbe tornato dopo un mese in Messico con Chase senza avvertire Melinda e questo fatto ha portato alla decisione di prendere una pausa. I due sono rimasti in un bel rapporto e per quanto tuttora non siano una coppia non escludono il fatto di un ritorno di fiamma. |
| Elle Monae & Nathan Webb                | Si            | No               | I due si sono iniziati a frequentare verso la fine del programma terminando il ritiro in amicizia. In seguito pare si siano iniziati a frequentare più seriamente ma la situazione è durata relativamente poco, difatti ora come ora non stanno insieme. |